# Kraków (miesięcznik społeczno-kulturalny)
Kraków – pismo społeczno-kulturalne poświęcone problemom Krakowa wydawane w latach 2004–2024.

## Historia
Miesięcznik „Kraków” ukazywał się w Krakowie od listopada 2004 z inicjatywy pierwszego redaktora czelnego pisma i Jacka Majchrowskiego prezydenta miasta Krakowa. Wydawcą zostało Stowarzyszenie Kultury Akademickiej "Instytut Sztuki", a na wydanie pierwszego numeru został przyznana dotacja Ministerstwa Kultury. Od numeru 6/7 z 2005 roku wydawcami było NCK, do którego od nr 8 dołączyło Stowarzyszenie Kulturalno-Naukowe „Kraków”.Od 2011 roku pismo wydawał Śródmiejski Ośrodek Kultury w Krakowie. Od stycznia 2018 roku do czerwca 2022 roku samodzielnym wydawcą była Biblioteka Kraków. Od lipca 2022 roku nowym wydawcą czasopisma było Krakowskie Biuro Festiwalowe. Od lutego 2022 roku pismo zmodyfikowało tytuł na „Kraków i Świat".
Z pismem współpracowali między innymi: Bolesław Faron, Paweł Głowacki, Magdalena Huzarska-Szumiec, Ewa Lipska, Jacek Purchla, Stanisław Stabro, Ryszard Tadeusiewicz, Jan Widacki. 
Ostatni numer pisma ukazał się w lipcu 2024 roku. 
Nazwa nawiązywała do wydawanego w latach 1984–1991 magazynu kulturalnego, kwartalnika Kraków.

## Redaktorzy naczelni
- Jan Pieszczachowicz (2004–2017)[3]
- Witold Bereś (2018–2024)[3]